# يوغي أوكي
يوغي أوكي (باليابانية: 青木雄二؛ بالكانا: あおき ゆうじ) هو شخصية أعمال وناقد ومانغاكا ياباني، ولد في 9 يونيو 1945 في فوكوتشياما في اليابان، وتوفي في 5 سبتمبر 2003 بسبب سرطان الرئة.

## روابط خارجية
- يوغي أوكي على موقع IMDb (الإنجليزية)
- يوغي أوكي على موقع قاعدة بيانات الفيلم (الإنجليزية)
- يوغي أوكي على موقع ANN person (الإنجليزية)